# Cabanadrassus bifasciatus
Cabanadrassus bifasciatus là một loài nhện trong họ Gnaphosidae. Loài này săn mồi ban đêm trong khi ban ngày thì ẩn mình dưới các tảng đá và lá cây. Cơ thể chúng có hình oval, hẹp và chĩa về phia sau.
Cabanadrassus bifasciatus được Cândido Firmino de Mello-Leitão miêu tả năm 1941, và chỉ được tìm thấy ở Argentina.